# Arhopalus cubensis
Arhopalus cubensis é uma espécie de cerambicídeo da tribo Asemini (Spondylidinae), endêmica de Cuba.